# Upper Austria Ladies Linz 2021
Upper Austria Ladies Linz 2021 là một giải quần vợt nữ thi đấu trên mặt sân cứng trong nhà. Đây là lần thứ 31 giải Linz Open được tổ chức, và là một phần của WTA International trong WTA Tour 2021. Giải đấu diễn ra tại TipsArena Linz ở Linz, Áo, từ ngày 6 đến ngày 12 tháng 11 năm 2021.

## Điểm và tiền thưởng

### Phân phối điểm
| Sự kiện | VĐ  | CK  | BK  | TK | Vòng 1/16 | Vòng 1/32 | Q  | Q2 | Q1 |
| Đơn     | 280 | 180 | 110 | 60 | 30        | 1         | 18 | 12 | 1  |
| Đôi     | 280 | 180 | 110 | 60 | 1         | —         | —  | —  | —  |

### Tiền thưởng
| Sự kiện | VĐ      | CK      | BK      | TK     | Vòng 1/16 | Vòng 1/321 | Q2     | Q1   |
| Đơn     | $43,000 | $21,400 | $11,500 | $6,175 | $3,400    | $2,100     | $1,020 | $600 |
| Đôi *   | $12,300 | $6,400  | $3,435  | $1,820 | $960      | —          | —      | —    |

1 Tiền thưởng vượt qua vòng loại cũng là tiền thưởng vòng 1/32

* mỗi đội

## Nội dung đơn

### Hạt giống
| Quốc gia | Tay vợt               | Xếp hạng1 | Hạt giống |
| -------- | --------------------- | --------- | --------- |
| GBR      | Emma Raducanu         | 21        | 1         |
| ROU      | Simona Halep          | 22        | 2         |
| USA      | Danielle Collins      | 30        | 3         |
| RUS      | Veronika Kudermetova  | 31        | 4         |
| RUS      | Ekaterina Alexandrova | 32        | 5         |
| ROU      | Sorana Cîrstea        | 38        | 6         |
| ITA      | Jasmine Paolini       | 51        | 7         |
| USA      | Alison Riske          | 52        | 8         |

- Bảng xếp hạng vào ngày 1 tháng 11 năm 2021 [2]

### Vận động viên khác
Đặc cách:
- Julia Grabher
- Simona Halep[3]
- Sinja Kraus
- Emma Raducanu

Bảo toàn thứ hạng:
- Mona Barthel

Vượt qua vòng loại:
- Kateryna Kozlova
- Harmony Tan
- Lesia Tsurenko
- Wang Xinyu

Thua cuộc may mắn:
- Jaqueline Cristian

### Rút lui
Trước giải đấu
- Irina-Camelia Begu → thay thế bởi  Aliaksandra Sasnovich
- Sorana Cîrstea → thay thế bởi  Jaqueline Cristian
- Caroline Garcia → thay thế bởi  Zheng Saisai
- Viktorija Golubic → thay thế bởi  Mona Barthel
- Kaia Kanepi → thay thế bởi  Greet Minnen
- Marta Kostyuk → thay thế bởi  Fiona Ferro
- Ann Li → thay thế bởi  Clara Burel
- Petra Martić → thay thế bởi  Kamilla Rakhimova
- Camila Osorio → thay thế bởi  Rebecca Peterson
- Ajla Tomljanović → thay thế bởi  Océane Dodin
- Zhang Shuai → thay thế bởi  Dayana Yastremska

## Nội dung đôi

### Hạt giống
| Quốc gia | Tay vợt             | Quốc gia | Tay vợt           | Xếp hạng1 | Hạt giống |
| -------- | ------------------- | -------- | ----------------- | --------- | --------- |
| GER      | Julia Lohoff        | CZE      | Renata Voráčová   | 154       | 1         |
| GEO      | Oksana Kalashnikova | JPN      | Miyu Kato         | 161       | 2         |
| RUS      | Natela Dzalamidze   | RUS      | Kamilla Rakhimova | 171       | 3         |
| POL      | Alicja Rosolska     | NZL      | Erin Routliffe    | 175       | 4         |

- 1 Bảng xếp hạng vào ngày 1 tháng 11 năm 2021

### Vận động viên khác
Đặc cách:
- Julia Grabher /  Sinja Kraus

Bảo toàn thứ hạng:
- Mona Barthel /  Hsieh Yu-chieh
- Irina Khromacheva /  Lidziya Marozava

## Nhà vô địch

### Đơn
- Alison Riske đánh bại  Jaqueline Cristian, 2–6, 6–2, 7–5.

### Đôi
- Natela Dzalamidze /  Kamilla Rakhimova đánh bại  Wang Xinyu /  Zheng Saisai 6–4, 6–2